# ラッセル郡 (バージニア州)
ラッセル郡（英: Russell County）は、アメリカ合衆国バージニア州内に位置する郡である。人口は30,308人（2000年）である。郡庁所在地はレバノンである。 

## 地理
アメリカ合衆国統計局によると、この郡は総面積1,235 km2 (477 mi2) である。このうち1,229 km2 (475 mi2) が陸地で5 km2 (2 mi2) が水地域である。総面積の0.44%が水地域となっている。

## 人口動勢

2000年時点のラッセル郡の人口ピラミッド

2000年国勢調査で、この郡は人口30,308人、11,789世帯、及び8,818家族が暮らしている。人口密度は25/km2 (64/mi2) である。11/km2 (28/mi2) の平均的な密度に13,191軒の住宅が建っている。この都市の人種的な構成は白人96.07%、アフリカン・アメリカン3.08%、先住民0.11%、アジア0.05%、太平洋諸島系0.00%、その他の人種0.28%、及び混血0.40%である。ここの人口の0.78%はヒスパニックまたはラテン系である。
この郡内の住民は21.20%が18歳未満の未成年、18歳以上24歳以下が8.60%、25歳以上44歳以下が30.90%、45歳以上64歳以下が26.00%、及び65歳以上が13.30%にわたっている。中央値年齢は39歳である。女性100人ごとに対して男性は102.70人である。18歳以上の女性100人ごとに対して男性は103.30人である。
この郡内の世帯ごとの平均的な収入は26,834米ドルであり、家族ごとの平均的な収入は31,491米ドルである。男性は26,950米ドルに対して女性は20,108米ドルの平均的な収入がある。この郡の一人当たりの収入 (per capita income) は14,863米ドルである。人口の16.30%及び家族の13.00% は貧困線以下である。全人口のうち18歳未満の21.30%及び65歳以上の16.90%は貧困線以下の生活を送っている。

## 町
- キャッスルウッド (Castlewood)
- クリーブランド (Cleveland)
- Honaker
- レバノン (Lebanon)
- Dante

## 教育

### 公立高等学校
- キャッスルウッド高等学校、キャッスルウッド
- Honaker High School、Honaker
- レバノン高等学校、レバノン